# Klemens Matusiak
Klemens Matusiak (ur. 13 listopada 1881 w Bulowicach, zm. 8 stycznia 1969 w Bielsku-Białej) – polski działacz narodowy, nauczyciel, porucznik Armii Austro-Węgier i kapitan Wojska Polskiego, kawaler Orderu Virtuti Militari.

## Życiorys
Był jednym z licznych dzieci małżeństwa Ignacego i Katarzyny z Wierońskich, członków rodu od wielu wieków przywiązanego do Bulowic. Uczęszczał do szkoły powszechnej w Kętach, gdzie zdradzał już zamiłowanie do pracy pedagogicznej. W 1901 ukończył krakowskie Seminarium Nauczycielskie.
Pierwszym miejscem jego pracy była szkoła w Jaworowie (Galicja Wschodnia). Kolejną posadę przyjął w Trzanowicach na Śląsku Cieszyńskim (obecnie w Czechach), gdzie nauczał geografii. W czasie pobytu w Trzanowicach (1906–1914) działał nie tylko na rzecz własnej placówki, lecz udzielał się w organizacjach nauczycielskich; pełnił m.in. funkcję prezesa Kółka Pedagogicznego i sekretarza Zarządu Głównego Polskiego Towarzystwa Pedagogicznego (PTP) w Cieszynie. Był także jednym z najważniejszych działaczy Macierzy Szkolnej dla Księstwa Cieszyńskiego oraz regionalnego koła towarzystwa „Sokół” - Towarzystwa Gimnastycznego „Sokół” w Cieszynie, którego był naczelnikiem w latach 1905–1907.
W 1907 założył Ochotniczą Straż Pożarną w Trzanowicach (został jej naczelnikiem), a w maju 1914 – Krajowy Związek Polskich Straży Pożarnych (prezes Rady Naczelnej). Angażował się również w rozwój kultury polskiej na Śląsku Cieszyńskim poprzez zakładanie zespołów teatralnych i chórów. W latach 1911–1914 był twórcą, wydawcą i redaktorem pisma ilustrowanego dla dzieci Jutrzenka, wydawanego do dziś. Jako nauczyciel geografii pracował także nad wydaniem Atlasu geograficznego dla szkół ludowych, który ukazał się nakładem PTP w 1913.
W czasie I wojny światowej, 1 sierpnia 1914 został zmobilizowany do wojska austriackiego. W randze porucznika służył w garnizonie cieszyńskim. Był cenzorem prasowym i śledczym aresztów polowych, organizował przysposobienie wojskowe dla młodzieży. W obliczu zbliżającej się klęski armii austro-węgierskiej polscy oficerowie zorganizowali spisek, mający na celu obalenie rządów Habsburgów i przejęcie władzy na Śląsku Cieszyńskim. Matusiak był głównym z jego pomysłodawców i organizatorów. W nocy z 31 października na 1 listopada 1918, na wieść o przewrocie wojskowym w Krakowie, grupa spiskowców, poparta przez szeregowców polskich, opanowała garnizon wojskowy w Cieszynie, przejmując władzę z rąk dowództwa austriackiego. Porucznik Matusiak objął komendę garnizonu i podporządkował go Radzie Narodowej Księstwa Cieszyńskiego. Przewrót ten uniemożliwił przyłączenie terenów Śląska Austriackiego do Austrii Niemieckiej, na co liczyła grupa zwolenników podległości Wiedniowi.
5 września 1919 odszedł z wojska i objął funkcję inspektora szkolnego w Bielsku, mając pod swoją opieką cały obszar powiatu bielskiego. Na tym stanowisku pozostał aż do 1935. W czasie urzędowania działał przede wszystkim na rzecz tworzenia polskiej oświaty na silnie zgermanizowanych terenach Bielska i okolic, tworzenia nowych szkół (np. polskiego gimnazjum realnego w Bielsku) i wspierania polonizacji istniejących już placówek, zwłaszcza wiejskich szkół powszechnych. Problemy związane z przemianami narodowościowymi w oświacie na tych terenach wykazał w opracowaniu Szkolnictwo polskie na terenie miasta i powiatu Bielsko w latach międzywojennych. Ponadto działał dalej w Macierzy Szkolnej, a także był członkiem Związku Nauczycielstwa Polskiego oraz Polskiego Towarzystwa Pedagogicznego na Śląsku Cieszyńskim.
Poza pracą w dziedzinie oświaty Matusiak angażował się także w inne działania na rzecz krzewienia polskości powiatu bielskiego, zapisując się w historii ziemi bielskiej jako ofiarny społecznik. Założył m.in. Ognisko Polskie, które w marcu 1921 przekształcone zostało w Polski Związek Obywatelski dla Bielska (wywalczył ustanowienie dla miasta komisarza rządowego Mariana Niemczewskiego), był współorganizatorem Związku Oficerów Rezerwy (1921) i komendantem powiatowym Związku Powstańców Śląskich. Pełnił także funkcje wiceprezesa bielskiej Powiatowej Kasy Chorych i przewodniczącego Związku Właścicieli Nieruchomości. Zasiadał także w Radzie Miejskiej Bielska.
W okresie międzywojennym kontynuował także działalność w strukturach strażackich. Należał do Cieszyńskiego Związku Pożarniczego, a po jego włączeniu w skład Głównego Związku Straży Pożarnych RP zasiadał w Radzie Naczelnej i Zarządzie Głównym (od września 1921). Redagował miesięcznik strażacki Wiadomości Związkowe, wydawany w Cieszynie (1927–1932).
Pracę społeczną Matusiaka przerwał wybuch II wojny światowej. Jako ochotnik brał udział w walkach obronnych kampanii wrześniowej prowadzonych przez 21 Dywizję Piechoty Górskiej (w randze kapitana) i przeszedł cały jej szlak bojowy. Po kapitulacji jednostki ewakuował się przez Rumunię na Cypr (tam utworzył szkołę dla dzieci polskich uchodźców wojennych), a dalej trafił do Syrii i Palestyny, gdzie przebywał do końca wojny. W Jerozolimie włączył się w działalność kulturalno-oświatową wśród tamtejszej Polonii, organizując m.in. chór, którego został dyrygentem.

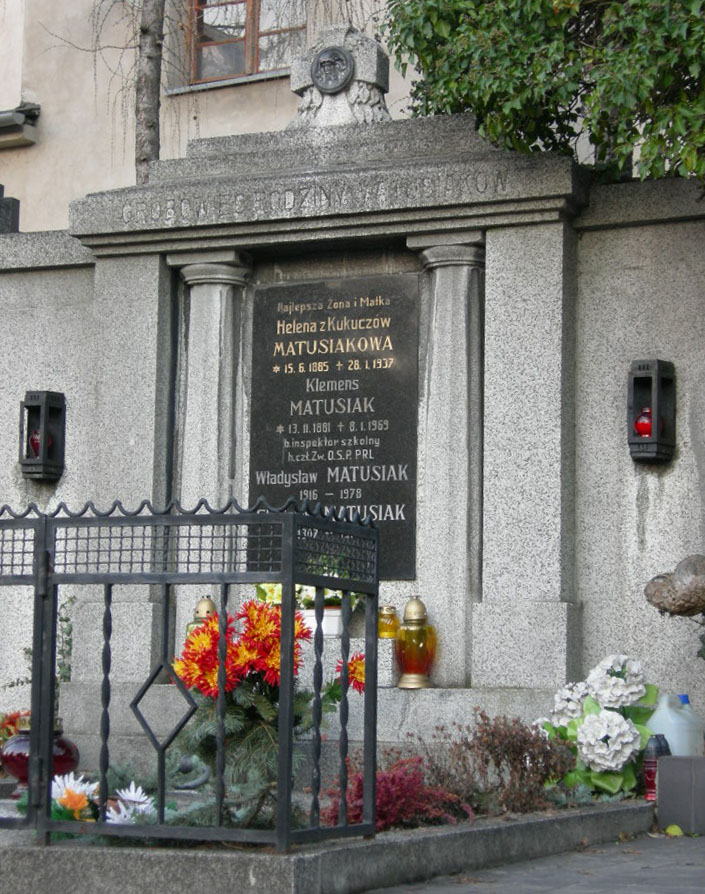
Grób Klemensa Matusiaka

Po zakończeniu działań wojennych dotarł przez Egipt do Wielkiej Brytanii, gdzie przebywał do 1951. Następnie wyjechał do Stanów Zjednoczonych, gdzie pracował jako introligator w Chicago. Również tam udzielał się jako społecznik, pracując wśród miejscowej Polonii, szczególnie w „Kole Kęczan” i prasie polonijnej. W 1957 powrócił do Polski, osiedlając się w Bielsku-Białej, gdzie mieszkał do swojej śmierci. Jako przedwojenny działacz Związku Powstańców Śląskich (przekształconego w 1945 w Związek Weteranów Powstań Śląskich) został członkiem Związku Bojowników o Wolność i Demokrację. Działał także we Froncie Jedności Narodu i Polskim Towarzystwie Historycznym. W 1968 roku został uhonorowany Śląską Nagrodą im. Juliusza Ligonia. Pochowany na cmentarzu katolickim przy ul. Grunwaldzkiej w Bielsku-Białej.

## Ordery i odznaczenia
- Krzyż Srebrny Orderu Wojskowego Virtuti Militari nr 6662 (17 maja 1922)
- Krzyż Kawalerski Orderu Odrodzenia Polski (2 maja 1922)[4][5]
- Krzyż za Obronę Śląska Cieszyńskiego II klasy (2 października 1919)[6]
- Medal Pamiątkowy za Obronę Śląska Cieszyńskiego[7]

## Upamiętnienie
Jego imieniem nazwano ulice w wielu miejscowościach Śląska Cieszyńskiego, m.in. w Cieszynie, Bielsku-Białej i Pogwizdowie.

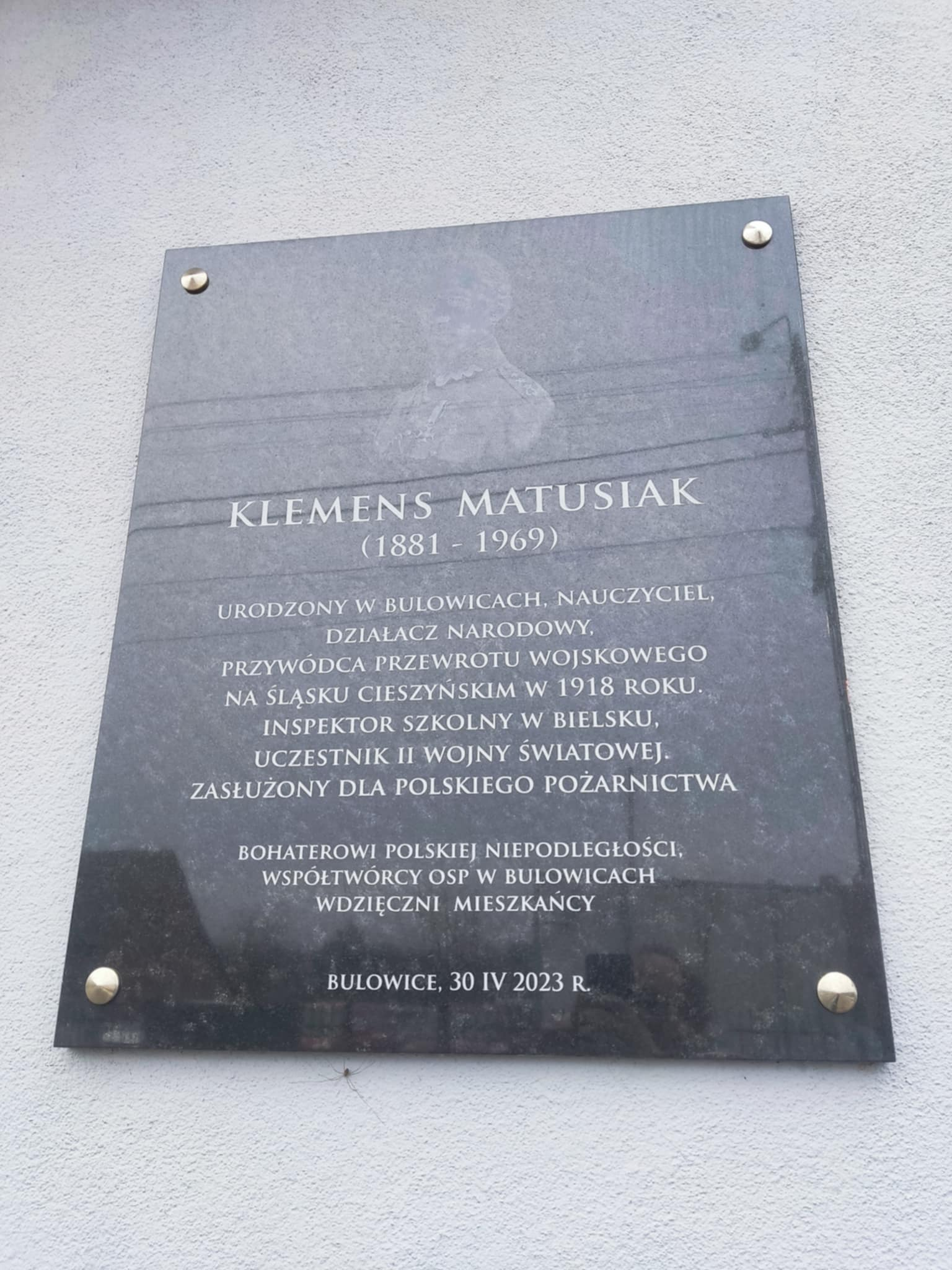
Tablica upamiętniająca Klemensa Matusiaka, znajdująca się na budynku OSP w Bulowicach

W 2023 roku na budynku Ochotniczej Straży Pożarnej w Bulowicach odsłonięto tablicę upamiętniającą Klemensa Matusiaka.